# 81e cérémonie des Oscars
La 81e cérémonie des Oscars du cinéma, organisée par l'Academy of Motion Picture Arts and Sciences, s'est déroulée le 22 février 2009, au Kodak Theatre de Hollywood, et a été présentée par Hugh Jackman.
Elle a été marquée par le triomphe de Slumdog Millionaire, le film de Danny Boyle, raflant 8 statuettes sur 10 nominations.
Les nominations ont été annoncées le 22 janvier 2009.

## Palmarès
Les lauréats sont indiqués ci-dessous en premier de chaque catégorie et en gras.

### Meilleur film
- Slumdog Millionaire
  - Frost/Nixon
  - Harvey Milk (Milk)
  - The Reader
  - L'Étrange Histoire de Benjamin Button (The Curious Case of Benjamin Button)

### Meilleur réalisateur
- Danny Boyle pour Slumdog Millionaire
  - Stephen Daldry pour The Reader
  - David Fincher pour L'Étrange Histoire de Benjamin Button (The Curious Case of Benjamin Button)
  - Ron Howard pour Frost/Nixon
  - Gus Van Sant pour Harvey Milk (Milk)

### Meilleur acteur
- Sean Penn pour le rôle de Harvey Milk dans Harvey Milk (Milk)
  - Richard Jenkins pour le rôle de Walter Vale dans The Visitor
  - Frank Langella pour le rôle de Richard Nixon dans Frost/Nixon
  - Brad Pitt pour le rôle de Benjamin Button dans L'Étrange Histoire de Benjamin Button (The Curious Case of Benjamin Button)
  - Mickey Rourke pour le rôle de Randy 'The Ram' Robinson dans The Wrestler

### Meilleure actrice
- Kate Winslet pour le rôle de Hanna Schmitz dans The Reader
  - Anne Hathaway pour le rôle de Kym dans Rachel se marie (Rachel Getting Married)
  - Angelina Jolie pour le rôle de Christine Collins dans L’Échange (Changeling)
  - Melissa Leo pour le rôle de Ray Eddy dans Frozen River
  - Meryl Streep pour le rôle de la sœur Aloysious Beauvier dans Doute (Doubt)

### Meilleur acteur dans un second rôle
- Heath Ledger pour le rôle du Joker dans The Dark Knight : Le Chevalier noir (The Dark Knight) (à titre posthume)
  - Josh Brolin pour le rôle de Dan White dans Harvey Milk (Milk)
  - Robert Downey Jr. pour le rôle de Kirk Lazarus dans Tonnerre sous les tropiques (Tropic Thunder)
  - Philip Seymour Hoffman pour le rôle du père Brendan Flynn dans Doute (Doubt)
  - Michael Shannon pour le rôle de John Givings dans Les Noces rebelles (Revolutionary Road)

### Meilleure actrice dans un second rôle
- Penelope Cruz pour le rôle de Maria Elena dans Vicky Cristina Barcelona
  - Amy Adams pour le rôle de la sœur James dans Doute (Doubt)
  - Viola Davis pour le rôle de Mrs. Miller dans Doute (Doubt)
  - Taraji P. Henson pour le rôle de Queenie dans L'Étrange Histoire de Benjamin Button (The Curious Case of Benjamin Button)
  - Marisa Tomei pour le rôle de Cassidy dans The Wrestler

### Meilleur scénario original
- Harvey Milk (Milk) - Dustin Lance Black
  - WALL-E – Andrew Stanton, Jim Reardon and Pete Docter
  - Be Happy (Happy-Go-Lucky) - Mike Leigh
  - Frozen River – Courtney Hunt
  - Bons baisers de Bruges (In Bruges) – Martin McDonagh

### Meilleur scénario adapté
- Slumdog Millionaire – Simon Beaufoy, d'après le roman Les Fabuleuses Aventures d'un Indien malchanceux qui devint milliardaire de Vikas Swarup
  - Doute (Doubt) – John Patrick Shanley, d'après le roman Doubt: A Parable de John Patrick Shanley
  - L'Étrange Histoire de Benjamin Button (The Curious Case of Benjamin Button) – Eric Roth et Robin Swicord, d'après la nouvelle The Curious Case of Benjamin Button de F. Scott Fitzgerald
  - Frost/Nixon – Peter Morgan, d'après la pièce Frost/Nixon de Peter Morgan
  - The Reader – David Hare, d'après le roman Le Liseur de Bernhard Schlink

### Meilleure direction artistique
- L’Étrange Histoire de Benjamin Button (The Curious Case of Benjamin Button) – Donald Graham Burt (direction artistique), Victor J. Zolfo (décors)
  - L’Échange (Changeling) – James J. Murakami (direction artistique), Gary Fettis (décors)
  - The Dark Knight : Le Chevalier noir (The Dark Knight) – Nathan Crowley (direction artistique), Peter Lando (décors)
  - The Duchess – Michael Carlin (direction artistique), Rebecca Alleway (décors)
  - Les Noces rebelles (Revolutionary Road) – Kristi Zea (direction artistique), Debra Schutt (décors)

### Meilleur costume
- The Duchess – Michael O'Connor
  - Australia – Catherine Martin
  - L'Étrange Histoire de Benjamin Button (The Curious Case of Benjamin Button) – Jacqueline West
  - Harvey Milk (Milk) – Danny Glicker (en)
  - Les Noces rebelles (Revolutionary Road) – Albert Wolsky

### Meilleur maquillage
- L'Étrange Histoire de Benjamin Button (The Curious Case of Benjamin Button) – Greg Cannom
  - The Dark Knight : Le Chevalier noir (The Dark Knight) – John Caglione Jr. et Conor O'Sullivan
  - Hellboy 2 (Hellboy II: The Golden Army) – Mike Elizalde et Thom Floutz

### Meilleure photographie
- Slumdog Millionaire – Anthony Dod Mantle
  - L'Échange (Changeling) – Tom Stern
  - L'Étrange Histoire de Benjamin Button (The Curious Case of Benjamin Button) – Claudio Miranda
  - The Dark Knight : Le Chevalier noir (The Dark Knight) – Wally Pfister
  - The Reader – Roger Deakins et Chris Menges

### Meilleur montage
- Slumdog Millionaire – Chris Dickens
  - L'Étrange Histoire de Benjamin Button (The Curious Case of Benjamin Button) – Kirk Baxter et Angus Wall
  - The Dark Knight : Le Chevalier noir (The Dark Knight) – Lee Smith
  - Frost/Nixon – Mike Hill et Dan Hanley
  - Harvey Milk (Milk) – Elliot Graham

### Meilleur montage de son
- The Dark Knight : Le Chevalier noir (The Dark Knight) – Richard King
  - Iron Man – Frank Eulner et Christopher Boyes
  - Slumdog Millionaire – Tom Sayers
  - WALL-E – Ben Burtt et Matthew Wood
  - Wanted : Choisis ton destin (Wanted) – Wylie Stateman

### Meilleur mixage de son
- Slumdog Millionaire – Resul Pookutty, Richard Pryke et Ian Tapp
  - L'Étrange Histoire de Benjamin Button (The Curious Case of Benjamin Button) – David Parker, Michael Semanick, Ren Klyce et Mark Weingarten (en)
  - The Dark Knight : Le Chevalier noir (The Dark Knight) – Lora Hirschberg, Gary Rizzo et Ed Novick
  - WALL-E – Tom Myers, Michael Semanick et Ben Burtt
  - Wanted – Chris Jenkins, Frank A. Montaño et Petr Forejt

### Meilleurs effets visuels
- L'Étrange Histoire de Benjamin Button (The Curious Case of Benjamin Button)
  - The Dark Knight : Le Chevalier noir (The Dark Knight)
  - Iron Man

### Meilleure chanson
- Jai Ho de A.R. Rahman – Slumdog Millionaire
  - O Saya de M.I.A. – Slumdog Millionaire
  - Down to Earth de Peter Gabriel et Thomas Newman – WALL-E

### Meilleure musique de film
- Slumdog Millionaire – A.R. Rahman
  - L'Étrange Histoire de Benjamin Button (The Curious Case of Benjamin Button) – Alexandre Desplat
  - Les Insurgés (Defiance) – James Newton Howard
  - Harvey Milk (Milk) – Danny Elfman
  - WALL-E – Thomas Newman

### Meilleur film en langue étrangère
- Departures (おくりびと (Okuribito?)) de Yōjirō Takita •  Japon (en japonais)
  - Revanche de Götz Spielmann •  Autriche (en allemand)
  - Entre les murs de Laurent Cantet •  France (en français)
  - La Bande à Baader  (Der Baader Meinhof Komplex) de Uli Edel •  Allemagne (en allemand)
  - Valse avec Bachir (ואלס עם באשיר) de Ari Folman •  Israël (en hébreu)

### Meilleur film d'animation
- WALL-E
  - Volt, star malgré lui
  - Kung Fu Panda

### Meilleur film documentaire
- Le Funambule (Man on Wire)
  - The Betrayal - Nerakhoon
  - Rencontres au bout du monde (Encounters at the End of the World)
  - The Garden
  - Trouble the Water

### Meilleur court métrage (prises de vues réelles)
- Toyland (Spielzeugland)
  - Manon on the Asphalt
  - New Boy
  - On the Line
  - The Pig

### Meilleur court métrage (documentaire)
- Smile Pinki
  - The Conscience of Nhem En
  - The Final Inch
  - The Witness from the Balcony of Room 306

### Meilleur court métrage (animation)
- La Maison en petits cubes
  - Lavatory - Lovestory
  - Oktapodi
  - Presto
  - This Way Up

### Irving G. Thalberg Memorial Award
- John Calley

### Jean Hersholt Humanitarian Award
- Jerry Lewis

## Statistiques

### Nominations multiples
- 13 : L'Étrange Histoire de Benjamin Button
- 10 : Slumdog Millionaire
- 8 : The Dark Knight : Le Chevalier noir, Harvey Milk
- 6 : WALL-E
- 5 : Doute, Frost/Nixon, The Reader
- 3 : L'Échange, Les Noces rebelles
- 2 : The Duchess, Frozen River, Wanted : Choisis ton destin, The Wrestler, Iron Man

### Récompenses multiples
- 8 / 10 : Slumdog Millionaire
- 3 / 13 : L'Étrange Histoire de Benjamin Button
- 2 / 8 : The Dark Knight : Le Chevalier noir
- 2 / 8 : Harvey Milk

### Les grands perdants
- 1 / 6 : WALL-E
- 1 / 5 : The Reader
- 1 / 2 : The Duchess
- 0 / 5 : Doute
- 0 / 5 : Frost/Nixon
- 0 / 3 : L'Échange
- 0 / 3 : Les Noces rebelles